# Discografia de Marvin Gaye
Esta é a lista de todos os singles e álbuns lançados de Marvin Gaye. Quarenta e um de seus singles alcançaram o Billboard Top 40; dezoito atingiram o Billboard Top 10 e três chegaram ao topo da parada pop.

## Álbuns

### Álbuns de estúdio
| Ano                                                     | Titulo                                                  | Melhor posição | Melhor posição | Melhor posição | Certificações               |
| Ano                                                     | Titulo                                                  | US             | US R&B         | UK             | Certificações               |
| ------------------------------------------------------- | ------------------------------------------------------- | -------------- | -------------- | -------------- | --------------------------- |
| 1961                                                    | The Soulful Moods of Marvin Gaye                        | —              | —              | —              |                             |
| 1963                                                    | That Stubborn Kinda Fellow                              | —              | —              | —              |                             |
| 1964                                                    | When I'm Alone I Cry                                    | —              | —              | —              |                             |
| 1964                                                    | Hello Broadway                                          | —              | —              | —              |                             |
| 1965                                                    | How Sweet It Is to Be Loved by You                      | 128            | 4              | —              |                             |
| 1965                                                    | A Tribute to the Great Nat "King" Cole                  | —              | —              | —              |                             |
| 1966                                                    | Moods of Marvin Gaye                                    | 118            | 8              | —              |                             |
| 1968                                                    | In The Groove (a.k.a. I Heard It Through the Grapevine) | 63             | 2              | —              | - UK: Ouro                  |
| 1969                                                    | M.P.G.                                                  | 33             | 1              | —              |                             |
| 1970                                                    | That's the Way Love Is                                  | 189            | 17             | —              |                             |
| 1971                                                    | What's Going On                                         | 6              | 1              | 56*            | - UK: Platina - US: Ouro    |
| 1972                                                    | Trouble Man                                             | 14             | 3              | —              |                             |
| 1973                                                    | Let's Get It On                                         | 2              | 1              | 39             | - UK: Prata                 |
| 1976                                                    | I Want You                                              | 4              | 1              | 22             |                             |
| 1978                                                    | Here, My Dear                                           | 26             | 4              | —              |                             |
| 1981                                                    | In Our Lifetime                                         | 32             | 6              | 48             |                             |
| 1982                                                    | Midnight Love                                           | 7              | 1              | 10             | - UK: Ouro - US: 3× Platina |
| "—" denota singles que não entraram nas paradas do país |                                                         |                |                |                |                             |

- * O álbum entrou nas paradas de UK (Reino Unido) em 1996.

### Álbuns ao vivo
| Ano                                     | Titulo                             | Melhor posição | Melhor posição | Melhor posição | Certificação |
| Ano                                     | Titulo                             | US             | US R&B         | UK             | Certificação |
| --------------------------------------- | ---------------------------------- | -------------- | -------------- | -------------- | ------------ |
| 1963                                    | Marvin Gaye Recorded Live on Stage | —              | —              | —              |              |
| 1974                                    | Marvin Gaye Live!                  | 8              | 1              | —              |              |
| 1977                                    | Live at the London Palladium       | 3              | 1              | —              |              |
| 2005                                    | Marvin Gaye at the Copa            | —              | —              | —              |              |
| "—" denotes releases that did not chart |                                    |                |                |                |              |

### Álbuns de compilação
| Ano                                     | Titulo                                                                                        | Melhor posição | Melhor posição | Melhor posição | Certificações            |
| Ano                                     | Titulo                                                                                        | US             | US R&B         | UK             | Certificações            |
| --------------------------------------- | --------------------------------------------------------------------------------------------- | -------------- | -------------- | -------------- | ------------------------ |
| 1964                                    | Greatest Hits                                                                                 | 72             | —              | —              |                          |
| 1967                                    | Greatest Hits, Vol. 2                                                                         | 178            | 19             | 40             |                          |
| 1969                                    | Marvin Gaye and His Girls                                                                     | 183            | 16             | —              |                          |
| 1970                                    | Super Hits                                                                                    | 117            | 19             | —              |                          |
| 1970                                    | Greatest Hits                                                                                 | 171            | 17             | 60             |                          |
| 1974                                    | Anthology (version one)                                                                       | 61             | 10             | —              |                          |
| 1976                                    | Marvin Gaye's Greatest Hits                                                                   | 44             | 17             | —              | - US: Platina - UK: Ouro |
| 1983                                    | Every Great Motown Hit of Marvin Gaye                                                         | 80             | —              | 13             | - US: Platina            |
| 1984                                    | Anthology (version two)                                                                       | —              | —              | —              |                          |
| 1986                                    | Motown Remembers Marvin Gaye: Never Before Released Masters                                   | 193            | 48             | —              |                          |
| 1988                                    | A Musical Testament: 1964-1984                                                                | —              | 69             | —              |                          |
| 1988                                    | 18 Greatest Hits                                                                              | —              | —              | —              |                          |
| 1990                                    | The Marvin Gaye Collection                                                                    | —              | 67             | —              |                          |
| 1994                                    | The Norman Whitfield Sessions                                                                 | —              | —              | —              |                          |
| 1994                                    | Love Starved Heart: Rare and Unreleased                                                       | —              | —              | —              |                          |
| 1995                                    | Anthology (version three)                                                                     | —              | —              | —              |                          |
| 1995                                    | The Master: 1961/1984 (box set)                                                               | —              | —              | —              |                          |
| 1999                                    | Love Starved Heart (Expanded Edition)                                                         | —              | —              | —              |                          |
| 2000                                    | Marvin Gaye: The Love Songs                                                                   | —              | —              | 8              | - UK: Prata              |
| 2000                                    | 20th Century Masters - The Millennium Collection: The Best of Marvin Gaye, Vol. 1 - the 1960s | —              | —              | —              |                          |
| 2001                                    | 20th Century Masters - The Millennium Collection: The Best of Marvin Gaye, Vol. 2 - the 1970s | —              | —              |                |                          |
| 2001                                    | 20th Century Masters - The Millennium Collection: The Best of Marvin Gaye & Tammi Terrell     | —              | —              | —              |                          |
| 2001                                    | The Complete Duets (with Tammi Terrell)                                                       | —              | —              | —              |                          |
| 2001                                    | Love Songs: Greatest Duets                                                                    | —              | —              | —              |                          |
| 2002                                    | Love Songs: Bedroom Ballads                                                                   | —              | —              | —              |                          |
| 2002                                    | The Very Best of Marvin Gaye (re-released in 2005 as Marvin Gaye: Gold)                       | 167            | 85             | 3              | - UK: Platina            |
| 2005                                    | Marvin Gaye: Gold (re-released title of above album)                                          | —              | 86             | —              |                          |
| 2008                                    | Playlist Your Way                                                                             | —              | 77             | —              |                          |
| 2010                                    | Icon                                                                                          | —              | 44             | —              |                          |
| 2011                                    | S.O.U.L.: Marvin Gaye                                                                         | —              | 68             | —              |                          |
| 2012                                    | S.O.U.L.: Marvin Gaye Volume 2                                                                | —              | 40             | —              |                          |
| 2013                                    | Ballads                                                                                       | —              | —              | —              |                          |
| "—" denotes releases that did not chart |                                                                                               |                |                |                |                          |

## Singles
As canções abaixo são de Marvin Gaye e foram lançadas quando ele integrava bandas de doo-wop: The Marquees e The Moonglows (de 1955 e 1959); há uma discussão em torno das canções gravadas quando ele era do grupo Rainbows são apenas de Gaye ou da banda como um todo.

### Com The Rainbows
- 1955: "Mary Lee"
- 1956: "Shirley"

### Com The Marquees
- 1957: "Baby You're the Only One"
- 1958: "Wyatt Earp"

### Com The Moonglows
- 1958: "Twelve Months of the Year"
- 1959: "Mama Loocie"
- 1959: "Blue Skies"
- 1959: "Beatnik"

### Solo
| Ano                                     | Titulo                                                                                       | Melhor posição | Melhor posição | Melhor posição | Certificações                          | Álbum                              |
| Ano                                     | Titulo                                                                                       | US             | US R&B         | UK             | Certificações                          | Álbum                              |
| --------------------------------------- | -------------------------------------------------------------------------------------------- | -------------- | -------------- | -------------- | -------------------------------------- | ---------------------------------- |
| 1961                                    | "Let Your Conscience Be Your Guide"                                                          | —              | —              | —              |                                        | The Soulful Moods of Marvin Gaye   |
| 1962                                    | "Sandman"                                                                                    | —              | —              | —              |                                        |                                    |
| 1962                                    | "Soldier's Plea"                                                                             | —              | —              | —              |                                        | That Stubborn Kinda Fellow         |
| 1962                                    | "Stubborn Kind of Fellow"                                                                    | 46             | 8              | —              |                                        | That Stubborn Kinda Fellow         |
| 1962                                    | "Hitch Hike"                                                                                 | 30             | 12             | —              |                                        | That Stubborn Kinda Fellow         |
| 1963                                    | "Pride and Joy"                                                                              | 10             | 2              | —              |                                        | That Stubborn Kinda Fellow         |
| 1963                                    | "Can I Get a Witness"                                                                        | 22             | 3              | —              |                                        |                                    |
| 1963                                    | "I'm Crazy 'Bout My Baby"                                                                    | 77             | —              | —              |                                        |                                    |
| 1964                                    | "You're a Wonderful One"                                                                     | 15             | 3              | —              |                                        | How Sweet It Is To Be Loved by You |
| 1964                                    | "Once Upon a Time" (with Mary Wells)                                                         | 19             | 3              | 50             |                                        | Together                           |
| 1964                                    | "What's the Matter with You Baby" (with Mary Wells)                                          | 17             | 2              | —              |                                        | Together                           |
| 1964                                    | "Try It Baby"                                                                                | 15             | 6              | —              |                                        | How Sweet It Is To Be Loved by You |
| 1964                                    | "Baby Don't You Do It"                                                                       | 27             | 14             | —              |                                        | How Sweet It Is To Be Loved by You |
| 1964                                    | "What Good Am I Without You" (with Kim Weston)                                               | 61             | 28             | —              |                                        |                                    |
| 1964                                    | "How Sweet It Is (To Be Loved by You)"                                                       | 6              | 3              | 49             |                                        | How Sweet It Is To Be Loved by You |
| 1965                                    | "I'll Be Doggone"                                                                            | 8              | 1              | —              |                                        | Moods of Marvin Gaye               |
| 1965                                    | "Pretty Little Baby"                                                                         | 25             | 16             | —              |                                        |                                    |
| 1965                                    | "Ain't That Peculiar"                                                                        | 8              | 1              | —              |                                        | Moods of Marvin Gaye               |
| 1966                                    | "One More Heartache"                                                                         | 29             | 4              | —              |                                        | Moods of Marvin Gaye               |
| 1966                                    | "Take This Heart of Mine"                                                                    | 44             | 16             | —              |                                        | Moods of Marvin Gaye               |
| 1966                                    | "Little Darling (I Need You)"                                                                | 47             | 10             | 50             |                                        | Moods of Marvin Gaye               |
| 1966                                    | "It Takes Two" (with Kim Weston)                                                             | 14             | 4              | 16             |                                        | Take Two                           |
| 1967                                    | "Ain't No Mountain High Enough" (with Tammi Terrell)                                         | 19             | 3              | 80             |                                        | United                             |
| 1967                                    | "Your Unchanging Love"                                                                       | 33             | 7              | —              |                                        |                                    |
| 1967                                    | "Your Precious Love" (with Tammi Terrell)                                                    | 5              | 2              | —              |                                        | United                             |
| 1967                                    | "You"                                                                                        | 34             | 7              | —              |                                        | I Heard It Through the Grapevine!  |
| 1967                                    | "If I Could Build My Whole World Around You" (with Tammi Terrell)                            | 10             | 2              | 41             |                                        | United                             |
| 1968                                    | "If This World Were Mine" (with Tammi Terrell)                                               | 68             | 27             | —              |                                        | United                             |
| 1968                                    | "Ain't Nothing Like the Real Thing" (with Tammi Terrell)                                     | 8              | 1              | 34             |                                        | You're All I Need                  |
| 1968                                    | "You're All I Need to Get By" (with Tammi Terrell)                                           | 7              | 1              | 19             |                                        | You're All I Need                  |
| 1968                                    | "Chained"                                                                                    | 32             | 8              | —              |                                        | I Heard It Through the Grapevine!  |
| 1968                                    | "Keep On Lovin' Me Honey" (with Tammi Terrell)                                               | 24             | 11             | —              |                                        | You're All I Need                  |
| 1968                                    | "You Ain't Livin' till You're Lovin'" (with Tammi Terrell)                                   | —              | —              | 21             |                                        | You're All I Need                  |
| 1968                                    | "His Eye Is on the Sparrow"                                                                  | —              | —              | —              |                                        |                                    |
| 1968                                    | "I Heard It Through the Grapevine"                                                           | 1              | 1              | 1              |                                        | I Heard It Through the Grapevine!  |
| 1969                                    | "Good Lovin' Ain't Easy to Come By" (with Tammi Terrell)                                     | 30             | 11             | 26             |                                        | Easy                               |
| 1969                                    | "Too Busy Thinking About My Baby"                                                            | 4              | 1              | 5              |                                        | M.P.G.                             |
| 1969                                    | "That's the Way Love Is"                                                                     | 7              | 2              | —              |                                        | M.P.G.                             |
| 1969                                    | "Abraham, Martin and John"                                                                   | —              | —              | 9              |                                        |                                    |
| 1969                                    | "What You Gave Me" (with Tammi Terrell)                                                      | 49             | 6              | —              |                                        | Easy                               |
| 1969                                    | "How Can I Forget"                                                                           | 41             | 18             | —              |                                        | That's the Way Love Is             |
| 1970                                    | "Gonna Give Her All the Love I've Got"                                                       | 67             | 26             | —              |                                        | That's the Way Love Is             |
| 1970                                    | "The Onion Song" (with Tammi Terrell)                                                        | 50             | 18             | 9              |                                        | Easy                               |
| 1970                                    | "California Soul" (with Tammi Terrell)                                                       | 56             | —              | —              |                                        | Easy                               |
| 1970                                    | "The End of Our Road"                                                                        | 40             | 7              | —              |                                        |                                    |
| 1971                                    | "What's Going On"                                                                            | 2              | 1              | —              |                                        | What's Going On                    |
| 1971                                    | "Mercy Mercy Me (The Ecology)"                                                               | 4              | 1              | —              |                                        | What's Going On                    |
| 1971                                    | "Inner City Blues (Make Me Wanna Holler)"                                                    | 9              | 1              | —              |                                        | What's Going On                    |
| 1971                                    | "Save the Children"                                                                          | —              | —              | 41             |                                        | What's Going On                    |
| 1972                                    | "You're the Man"                                                                             | 50             | 7              | —              |                                        |                                    |
| 1972                                    | "Trouble Man"                                                                                | 7              | 4              | —              |                                        | Trouble Man                        |
| 1972                                    | "I Want to Come Home for Christmas"                                                          | —              | —              | —              |                                        |                                    |
| 1973                                    | "Let's Get It On"                                                                            | 1              | 1              | 31             | - US: Platinum                         | Let's Get It On                    |
| 1973                                    | "You're a Special Part of Me" (with Diana Ross)                                              | 12             | 4              | —              |                                        | Diana & Marvin                     |
| 1973                                    | "Stop, Look, Listen (To Your Heart)" (with Diana Ross)                                       | —              | —              | 25             |                                        | Diana & Marvin                     |
| 1973                                    | "Come Get to This"                                                                           | 21             | 3              | 51             |                                        | Let's Get It On                    |
| 1974                                    | "You Sure Love to Ball"                                                                      | 50             | 13             | —              |                                        | Let's Get It On                    |
| 1974                                    | "My Mistake (Was to Love You)" (with Diana Ross)                                             | 19             | 15             | —              |                                        | Diana & Marvin                     |
| 1974                                    | "Don't Knock My Love" (with Diana Ross)                                                      | 46             | 25             | —              |                                        | Diana & Marvin                     |
| 1974                                    | "You Are Everything" (with Diana Ross)                                                       | —              | —              | 5              | - UK: Silver                           | Diana & Marvin                     |
| 1974                                    | "Distant Lover (Live)"                                                                       | 28             | 12             | —              |                                        | Marvin Gaye Live!                  |
| 1976                                    | "I Want You"                                                                                 | 15             | 1              | —              |                                        | I Want You                         |
| 1976                                    | "After the Dance"                                                                            | 74             | 14             | —              |                                        | I Want You                         |
| 1976                                    | "Since I Had You"                                                                            | —              | —              | —              |                                        | I Want You                         |
| 1977                                    | "Got to Give It Up"                                                                          | 1              | 1              | 7              |                                        | Live at the London Palladium       |
| 1978                                    | "Pops, We Love You (A Tribute to Father)" (with Diana Ross, Stevie Wonder & Smokey Robinson) | 59             | 26             | 66             |                                        |                                    |
| 1979                                    | "A Funky Space Reincarnation"                                                                | 106            | 23             | —              |                                        | Here, My Dear                      |
| 1979                                    | "Anger" (Canadian release)                                                                   | —              | —              | —              |                                        | Here, My Dear                      |
| 1979                                    | "Ego Tripping Out"                                                                           | —              | 17             | —              |                                        | In Our Lifetime                    |
| 1981                                    | "Praise"                                                                                     | 101            | 18             | —              |                                        | In Our Lifetime                    |
| 1981                                    | "Heavy Love Affair"                                                                          | —              | 61             | —              |                                        | In Our Lifetime                    |
| 1982                                    | "Sexual Healing"                                                                             | 3              | 1              | 4              | - CAN: Ouro - UK: Prata - US: Platinum | Midnight Love                      |
| 1983                                    | "My Love Is Waiting"                                                                         | —              | —              | 34             |                                        | Midnight Love                      |
| 1983                                    | "'Til Tomorrow"                                                                              | —              | 31             | —              |                                        | Midnight Love                      |
| 1983                                    | "Joy"                                                                                        | —              | 78             | —              |                                        | Midnight Love                      |
| 1985                                    | "Sanctified Lady"1                                                                           | 101            | 2              | 51             |                                        | Dream of a Lifetime                |
| 1985                                    | "It's Madness"1                                                                              | —              | 55             | —              |                                        | Dream of a Lifetime                |
| 1985                                    | "Just Like"1                                                                                 | —              | —              | —              |                                        |                                    |
| 1986                                    | "The World Is Rated X"1                                                                      | —              | —              | —              |                                        |                                    |
| 1991                                    | "My Last Chance"1                                                                            | —              | 16             | —              |                                        |                                    |
| 1994                                    | "Lucky, Lucky Me"1                                                                           | —              | —              | 67             |                                        |                                    |
| 2001                                    | "Music"1 (with Erick Sermon)                                                                 | 21             | 2              | 36             |                                        |                                    |
| 2005                                    | "Let's Get It On (The M.P.G. Groove Mix)"1                                                   | —              | 94             | —              |                                        |                                    |
| "—" denotes releases that did not chart |                                                                                              |                |                |                |                                        |                                    |

- Não houve a lista Billboard R&B Singles Chart de novembro de 1963 a janeiro de 1965. Quando a lista foi reativada em 30 de janeiro de 1965, a canção "I'll Be Doggone" foi o segundo #1 da nova parada.

## Outros álbuns

### Álbuns póstumos
| Ano                                                     | Titulo              | Melhor posição | Melhor posição | Melhor posição | Certificações |
| Ano                                                     | Titulo              | US             | US R&B         | UK             | Certificações |
| ------------------------------------------------------- | ------------------- | -------------- | -------------- | -------------- | ------------- |
| 1985                                                    | Dream of a Lifetime | 41             | 8              | 46             |               |
| 1985                                                    | Romantically Yours  | —              | —              | —              |               |
| 1997                                                    | Vulnerable          | —              | —              | —              |               |
| "—" denota singles que não entraram nas paradas do país |                     |                |                |                |               |

### Álbuns de duetos
| Ano                                     | Titulo                                       | Melhor posição | Melhor posição | Melhor posição | Certificações |
| Ano                                     | Titulo                                       | US             | US R&B         | UK             | Certificações |
| --------------------------------------- | -------------------------------------------- | -------------- | -------------- | -------------- | ------------- |
| 1964                                    | Together (with Mary Wells)                   | 42             | —              | —              |               |
| 1966                                    | Take Two (with Kim Weston)                   | —              | —              | —              |               |
| 1967                                    | United (with Tammi Terrell)                  | 69             | 7              | —              |               |
| 1968                                    | You're All I Need (with Tammi Terrell)       | 60             | 4              | —              |               |
| 1969                                    | Easy (with Tammi Terrell)                    | 184            | —              | —              |               |
| 1973                                    | Diana & Marvin (with Diana Ross)             | 26             | 7              | 6              | - UK: Ouro    |
| 1980                                    | Motown Superstar Series (with Tammi Terrell) | —              | —              | —              |               |
| "—" denotes releases that did not chart |                                              |                |                |                |               |

### Reedições
| Ano  | Titulo | Gravadora              |
| ---- | --- | ---------------------- |
| 1998 | Midnight Love and the Sexual Healing Sessions (re-released in 2007 as Midnight Love: The 25th Anniversary Legacy Edition) | Legacy                 |
| 2001 | What's Going On (Deluxe Edition)                                                                                          | Universal              |
| 2001 | Let's Get It On (Deluxe Edition)                                                                                          | Universal              |
| 2003 | I Want You (Deluxe Edition)                                                                                               | Universal              |
| 2007 | In Our Lifetime (Expanded Love Man Deluxe Edition)                                                                        | Hip-O Select           |
| 2008 | Here, My Dear (Expanded Edition)                                                                                          | Universal/Hip-O Select |
| 2011 | What's Going On (40th Anniversary Super Deluxe Edition)                                                                   | Universal              |
| 2012 | Trouble Man (40th Anniversary Expanded Edition)                                                                           | Universal/Hip-O Select |